# Верхолино
Верхолино — деревня в Псковском районе Псковской области. Входит в состав Серёдкинской волости. 
Расположена в 27 км к северу от Пскова на реке Старцева (Лютовка).

## Инфраструктура
В деревне действует МБОУ Верхолинская ООШ, Верхолинский ФАП, магазин Псковское РайПО, отделение почтовой связи.

## Население
| 2001 | 2002 | 2010 |
| ---- | ---- | ---- |
| 392  | ↘326 | ↗332 |

## История
До 1 января 2010 года деревня была административным центром упразднённой Верхолинской волости.

## Религия
Ранее действовала Ильинская церковь, на данный момент почти полностью разрушена. 

## Улицы
ул. Совхозная
ул. Красных партизан
ул. Заречная
ул. Новосёлов
ул. Аллейная

## Автобус
В деревне есть автобусная остановка "Верхолино". Недалеко от деревни есть остановка "Поворот на Верхолино".

## Топографические карты
- Лист карты O-35-XVII Новоселье. Масштаб: 1 : 200 000. Издание 1980 г.